# Mons Rümker
Le Mons Rümker est un massif montagneux lunaire qui s'élève à près de 1 100 mètres d'altitude. Il a été nommé en l'honneur de l'astronome allemand Karl Ludwig Christian Rümker (1788-1862). Situé, sur la face visible,  dans la région nord de l'océan des Tempêtes, c'est un système complexe d'une trentaine de dômes d'environ 70 kilomètres de diamètre.
La sonde spatiale chinoise Chang'e 5 se pose le 1er décembre 2020 à environ 90 kilomètres au nord-est de cette région lunaire pour y faire des prélèvements d'échantillons de sol, jusqu'à 2 mètres de profondeur, afin qu'ils soient rapportés sur Terre.